# وليام روسكرانس
ويليام روسكرانس (بالإنجليزية: William Rosecrans)‏ ، من مواليد 6 سبتمبر سنة 1819م ، وتوفي بتاريخ 11 مارس سنة 1898م ، وهو عسكري أمريكي ودبلوماسي وسياسي مخضرم من الحزب الديمقراطي ، قاد بلاده في الحرب الأهلية الأمريكية لإعادة توحيد الولايات المتحدة ، كما عمل منصبا لمجلس النواب الأمريكي عن ولاية كاليفورنيا من سنة 1881 إلى سنة 1885م.

## وصلات خارجية
- وليام روسكرانس على موقع الموسوعة البريطانية (الإنجليزية)
- وليام روسكرانس على موقع إن إن دي بي (الإنجليزية)
- وليام روسكرانس at the Biographical Directory of the United States Congress Retrieved on 2008-02-11
- William S. Rosecrans biography, concentrates on the Tullahoma Campaign and the loss at Chickamauga
- General Rosecrans' Department of The Ohio Headquarters Unit
- Photograph of the Rosecrans memorial in Sunbury, Ohio
- William Rosecrans biography by the Civil War Trust
- Chisholm, Hugh, ed. (1911). "Rosecrans, William Starke" . Encyclopædia Britannica (بالإنجليزية) (11th ed.). Cambridge University Press.
- Photograph of Major General Rosecrans and staff c. 1863 from the Maine Memory Network